# SPh (映画)
『Sph』（エスフィ）は、1983年11月26日に公開された、日本の自主映画。マルチクリエイターの手塚眞が本名の"手塚真"名義で製作・脚本・監督・撮影・美術・編集を手掛けた作品。手塚にとって初の16mmフィルム長編作品。キャッチコピーは「秘密の映画」。中川勝彦の初主演映画である。

## 概要
現代都市に棲む妖精の物語。　
Sphとは“Spiritual Phenomenon”（妖精現象）の略称。大地のエネルギーが人間に与える影響や近未来の視点などをストーリーに盛り込み、特殊造形やミニチュアを用いてSF、ミステリー、現代アートを融合させたシュールな実験的映像で物語を描いている。それらの制作過程やシナリオは、1983年10月に出版された手塚真の著書『青いドラキュラ赤いドラキュラ』（北宋社）に収録されている。
1985年にビデオ化（発売元：ザ・ワークス、販売：日本ビデオ映像株式会社）されている。 

## キャスト
- 覗き魔トム - 中川勝彦
- 記者 - 杉田由鷹
- 片腕の男 - 門田康治
- カメラマン - 植岡喜晴
- 用心棒 - S-KEN
- 青年 - 今井弘一
- 画家 - Michael Cornioley
- 若い女性 - 葦塚かおる
- 老学者 - 筒井隆介
- エスフィ - 今井萌

## スタッフ
- 製作・脚本・監督・撮影・美術・編集：手塚真
- 音楽：Phonogenix
- 録音：福島音響
- ネガ編集：沼崎編集室
- 現像：横浜シネマ現像所
- 台詞録音：佐々木明広
- 特殊造形美術：原口智生
- ミニチュア製作：神原信一郎
- 製作アシスタント：大嶋繁
- 撮影アサポート：玉手久也
- 製作協力：亀山悦郎、矢上光明、平山正明
- 富士フイルム
- 報映産業株式会社

| スタブアイコン | サブスタブ | この項目は、まだ閲覧者の調べものの参照としては役立たない、映画に関連した書きかけの項目です。この項目を加筆・訂正などしてくださる協力者を求めています（P:映画/PJ:映画）。 |